# Barbut de les acàcies
El barbut de les acàcies (Tricholaema leucomelas) és una espècie d'ocell de la família dels líbids (Lybiidae).
Habiten sabanes amb acàcies de l'oest i sud d'Angola, sud-oest de Zàmbia, Botswana, Namíbia, Zimbàbue i sud-oest de Moçambic cap al sud fins al sud de Sud-àfrica.